# Lokomotiva 363.5
Vícesystémová elektrická lokomotiva řady 363.5 vznikla rekonstrukcí stejnosměrných lokomotiv řady 163 pro společnost ČD Cargo. Nákladní dopravce si ji objednal za účelem zvýšení počtu lokomotiv na oba napájecí systémy a také pro dopravu vlaků v zahraničí. Celkem 30 lokomotiv bylo přestavěno mezi lety 2010–2013 a poté zařazeno do provozu po boku starších dvousystémových strojů řady 363.
Od roku 2012 jsou lokomotivy řady 363.5 plně schváleny k provozu také na Slovensku a v Maďarsku. Tento fakt jim umožňuje dopravovat vlaky napříč více státy bez přepřahu. Všechny lokomotivy jsou od vyrobení dislokovány v SOKV České Budějovice, odkud vyjíždějí na výkony po celém Česku. Díky využití moderních technologií včetně IGBT měničů patří lokomotivy této řady mezi nejúspornější a nejefektivnější hnací vozidla v tuzemsku. Vícenásobné řízení navíc umožňuje provoz i spojení více strojů.

## Vznik

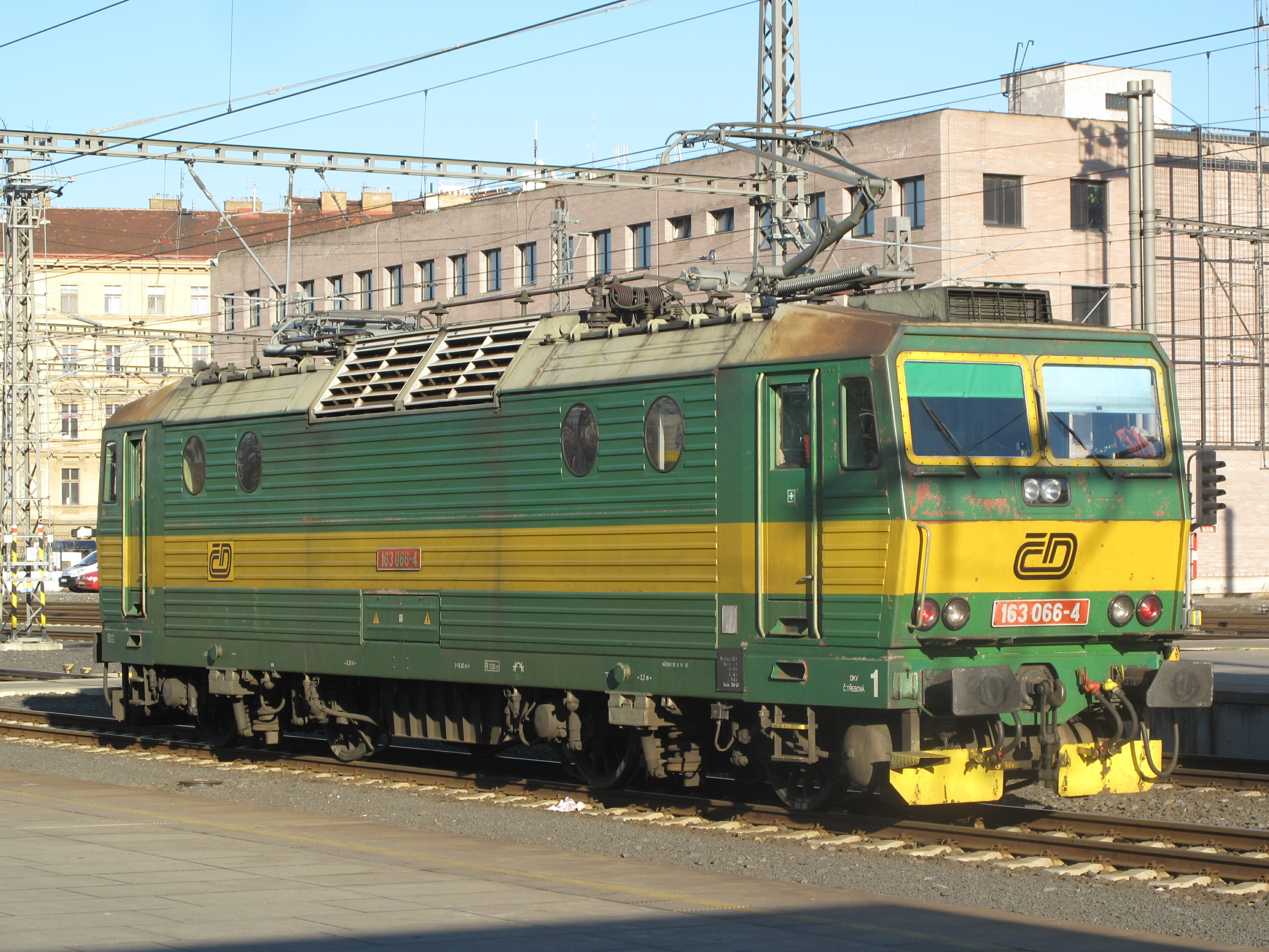
Lokomotiva řady 163

Již přibližně od roku 2005 začaly u tehdy ještě unitárních Českých drah snahy o modernizaci starších lokomotiv řad 163 a 363 většího rozsahu. Lokomotivy byly vyrobeny v osmdesátých letech a sice pro dopravu vlaků postačovaly, začaly se však stávat čím dál zastaralejšími a neekonomičtějšími, což ještě umocnila situace s nedostatkem náhradních dílů. 1. prosince 2007 byla založena nákladní divize pod názvem ČD Cargo a úkol této modernizace tak připadl jí jako jedna ze součástí strategie modernizace lokomotivního parku. Dle zadání mělo jít o komplexní rekonstrukci strojů řady 163 na dvousystémové. Poptávka na modernizaci byla podána roku 2008 a nová řada byla předběžně označena 363.5. Zakázku získala firma Škoda Transportation ve spolupráci s dceřinou firmou Pars nova a v březnu následujícího roku byla první lokomotiva 163.031 přistavena do šumperského závodu k modernizaci.

## Průběh modernizace, zkušební provoz

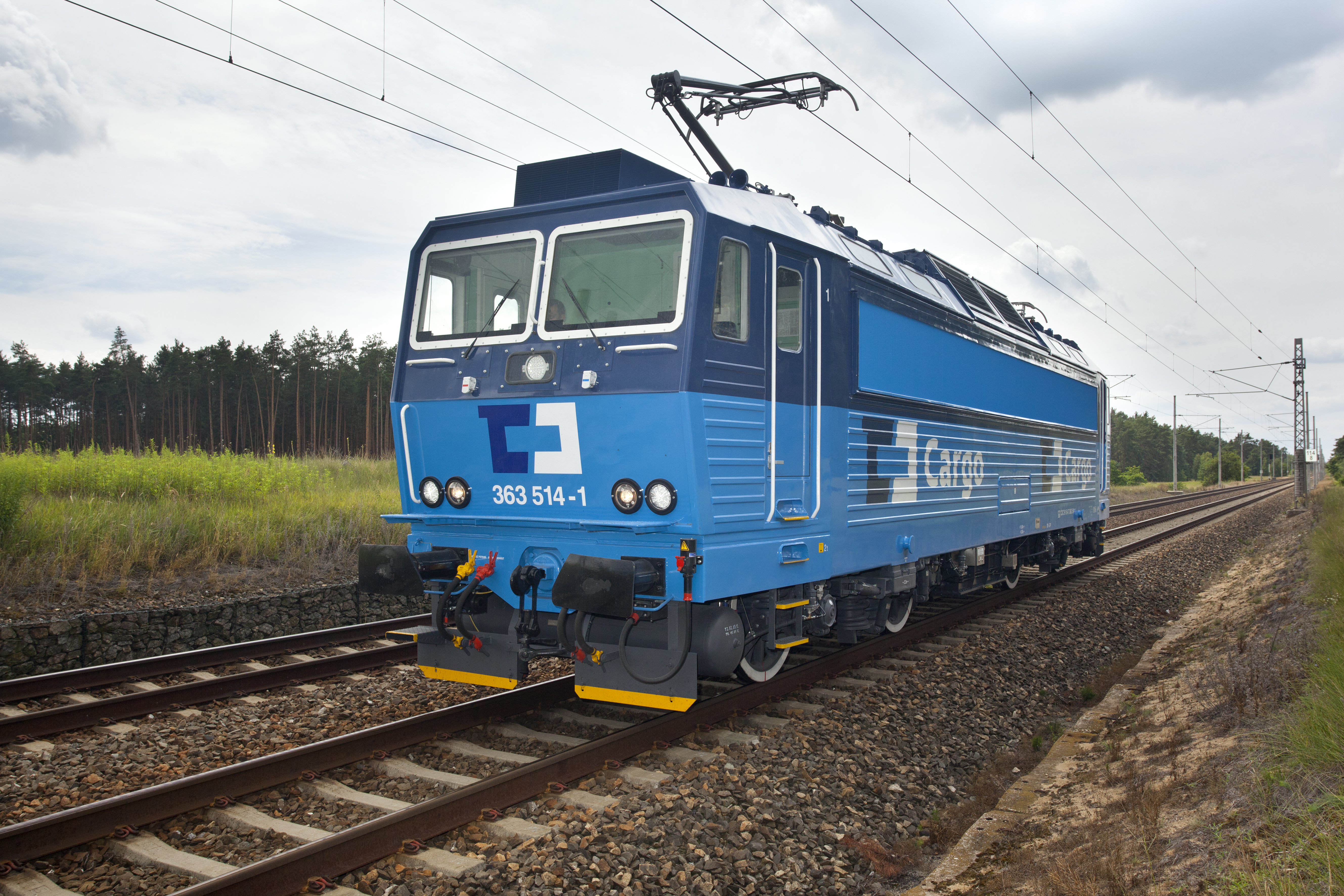
Stroj řady 363.5 při zkušební jízdě

Pod novým označením 363.501 vyjela na podzim 2010 a zahájila prototypové zkoušky. Druhý stroj 363.502 (původní 163.004) byl počátkem roku 2011 převezen na zkušební okruh v Cerhenicích k dalším testům. Lokomotiva 363.501 byla svému objednavateli předána po rekonstrukci dne 24. května 2011 a o několik dní později byla poprvé nasazena na vlaku. Postupně byly dokončovány další lokomotivy a do roku 2013 bylo přestavěno všech třicet strojů původní řady 163. Mezitím byla k 8. březnu 2012 řada 363.5 schválena jako typ. Díky rekonstrukci všech strojů řady 163 tato řada u ČD Cargo zanikla a v provozu tak zůstaly pouze modernizované lokomotivy. V roce 2015 však ČDC od osobní divize po předchozím pronájmu koupilo 23 strojů této řady a opět je zařadilo do svého lokomotivního parku. Dalších šest strojů následovalo koncem listopadu 2016, které byly po drobných úpravách taktéž přiděleny do provozu v nákladní dopravě.
Po zařazení do vnitrostátního provozu následně pokračovalo schvalování v dalších zemích – v květnu 2012 na Slovensku a v září téhož roku i v Maďarsku. Na základě úspěšného schvalovacího procesu bylo provedeno také vyškolení zahraničních pracovníků v obsluze lokomotiv a stroje zařazeny do mezinárodního provozu. V průběhu zkoušek byla díky podnětům od majitele provedena řada změn, vedoucích ke zvýšení spolehlivosti i pohodlnosti obsluhy.

## Technický popis

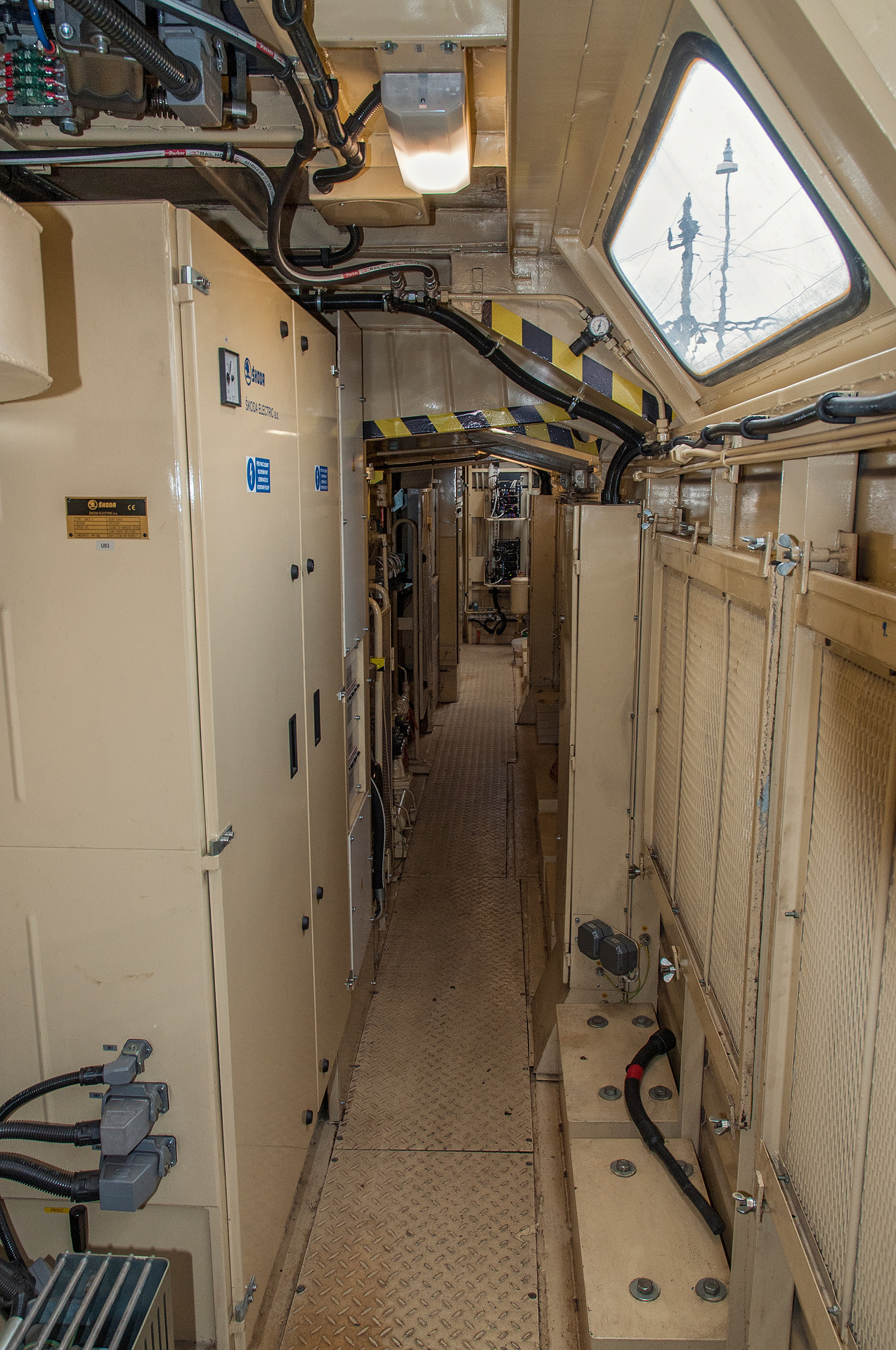
Strojovna lokomotivy řady 363.5

Hlavní smysl rekonstrukce spočívá v modernizaci stroje, dosazení nových trakčních měničů, vícečlenného řízení a umožnění jeho provozu i na tratích s napětím 25 kV / 50 Hz, které se nachází v jižní části České republiky, na jižním Slovensku a v Maďarsku. Životnost lokomotiv tím byla prodloužena nejméně o 20 let při současném snížení spotřeby elektrické energie.

### Elektrická část
Původní trakční elektromotory byly zachovány a pouze zmodernizovány včetně zvýšení výkonu na 925 kW. Označeny jsou typem AL 4542 FmS. Nové trakční měniče jsou typu IGBT, pocházejí z produkce Škody Electric a umožňují rekuperaci energie na obou napájecích systémech. V podmínkách české železniční sítě však není tato možnost plně využita. Dosazen je taktéž nový transformátor, tentokrát typu Siemens EFAT 6745. Díky modernizaci je strojvedoucímu také umožněn průchod strojovnou při změně stanoviště pod napětím, u původních lokomotiv to možné nebylo. Jedná se o komfort, není nutno při správné poloze všech ovládacích prvků shazovat hlavní vypínač. 

### Mechanická část a systémy
Při modernizaci byla kompletně odstrojena skříň, opravena a opatřena modrým korporátním lakem svého majitele. Zvenku jsou lokomotivy této řady jasně odlišitelné podle zaslepených bočních kulatých oken a detailů na střeše. Obnovena byla mezipodvozková vazba včetně podélných hřídelů. Původní světla s halogenovými žárovkami byla nahrazena moderními LED diodami. Také byly lokomotivy dobalastovány na hmotnost 88 tun pro zvýšení tažné síly v nákladní dopravě. Řízení lokomotivy nově zajišťuje mikroprocesorový řídicí systém včetně funkce AVV (Automatické vedení vlaku). Dosazeno bylo vícenásobné řízení s řídicím modulem MSV elektronika NVL pro možnost provozu většího počtu spojených lokomotiv – v praxi bylo vyzkoušeno s až šesti stroji. Pro provoz v ostatních zemích jsou lokomotivy vybaveny zabezpečovačem MIREL.

## Pravidelný provoz

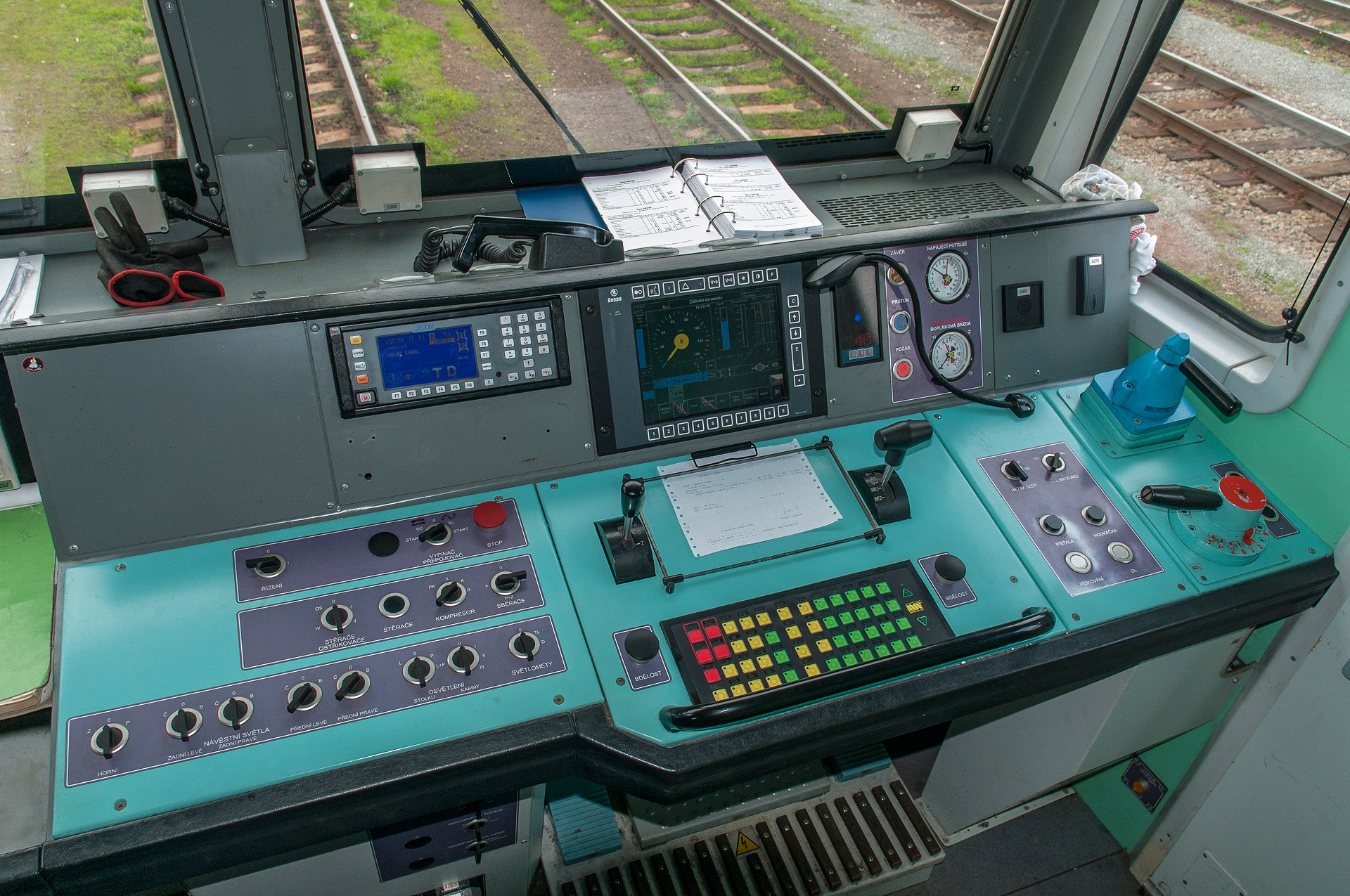
Stanoviště strojvedoucího

Z výroby byly všechny stroje předány do SOKV České Budějovice. První kilometry najížděly převážně na jihu Čech, po zaškolení strojvedoucích i z jiných dep se jejich akční rádius rozšířil v podstatě na celé Česko – na severu zajíždí až do Děčína, odkud vedou kontejnerové vlaky na Slovensko (případně ještě dále), vyskytují se také na Plzeňsku, Brněnsku i na severní Moravě. Přestože prioritním posláním vícesystémových lokomotiv je doprava vlaků přes styky trakčních soustav, řada 363.5 je příležitostně používána i na jiných výkonech, včetně dopravy uhelných vlaků z Mostecké a Sokolovské pánve či místních výkonů na Ostravsku. Ve dvojicích (spojené na kabel vícečlenného řízení) pak dopravují těžké vlaky na sklonově náročnějších tratích, např. Praha – Plzeň a Plzeň  – Cheb, Chomutov – Cheb, Praha – České Budějovice a dalších. V případě potřeby zajišťují na stejných trasách i postrkovou službu.
Po úspěšném schvalovacím procesu jsou lokomotivy od jara 2013 pravidelně provozovány také na území Slovenska a Maďarska. Bez přepřahu tak vozí rudné vlaky z chorvatsko-maďarské pohraniční stanice Gyékényes do českých stanic Ostrava-Bartovice a Petrovice u Karviné. S kontejnerovými vlaky také zavítají na terminál v Hanisce pri Košiciach. Nejnověji se řada 363.5 začala objevovat až v Rumunsku, a to v pohraniční stanici Curtici. Poprvé se lokomotiva řady 363.5 vydala tímto směrem 21. října 2015 v čele vlaku s automobily.
Počátkem roku 2013 uvažovala společnost ČD Cargo o prodeji části zánovních lokomotiv na zpětný leasing, aby tak získala prostředky na provoz. K tomuto kroku však nedošlo a všechny lokomotivy stále zůstávají v majetku dopravce.

## Galerie

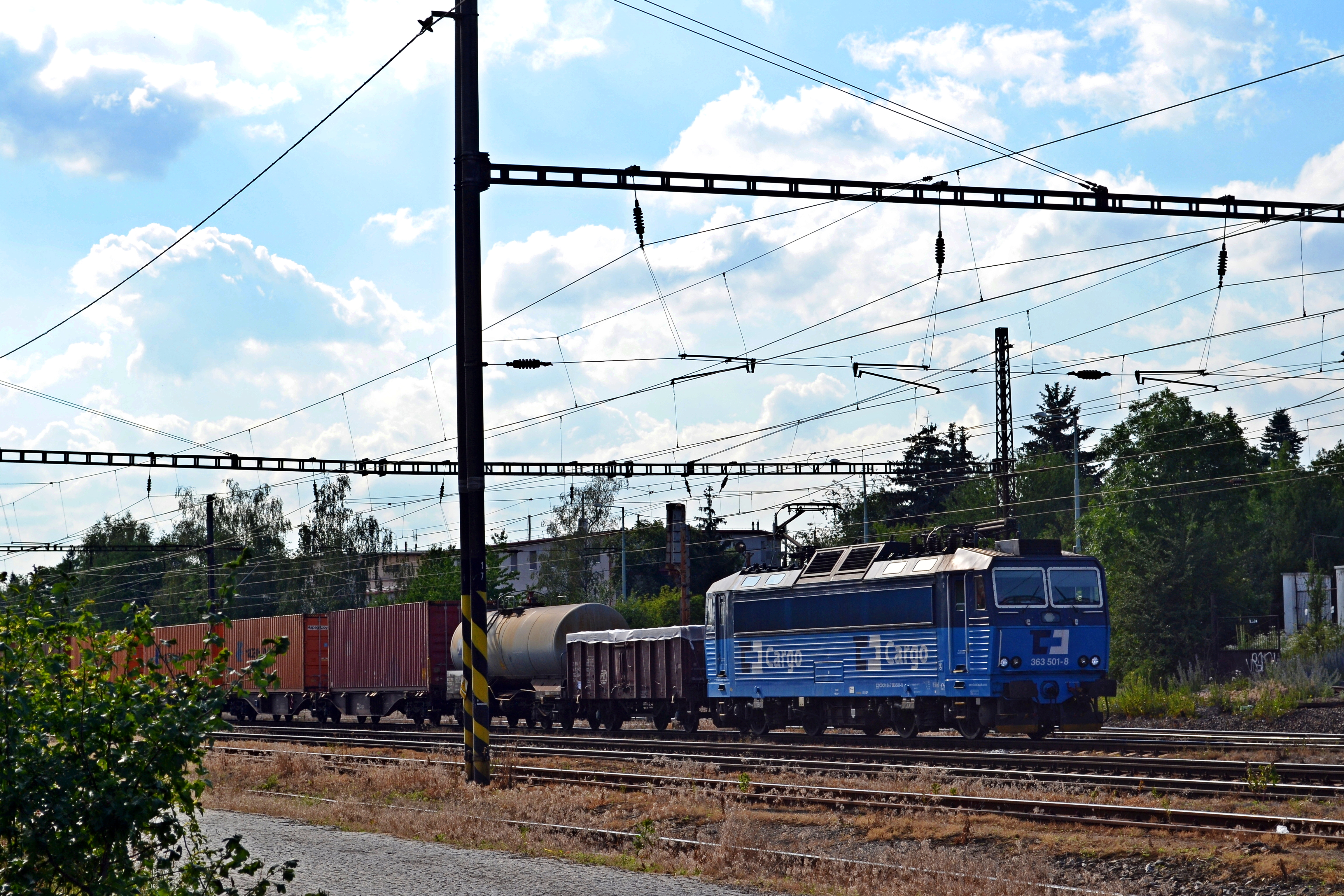
Nákladní vlak vedený lokomotivou 363.501 ve stanici Praha-Hostivař
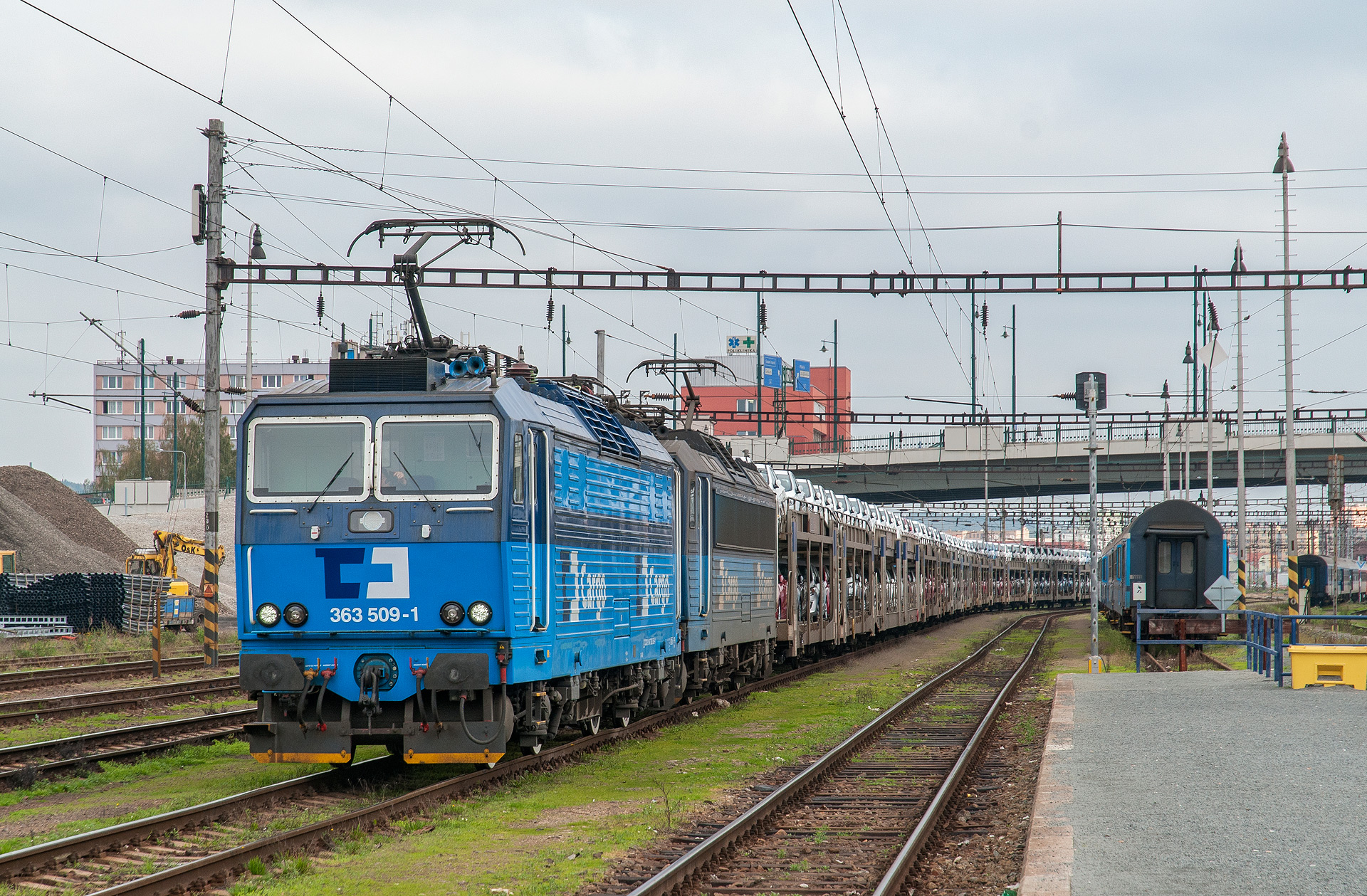
Lokomotivy řady 363.5 jsou často provozovány ve dvojicích
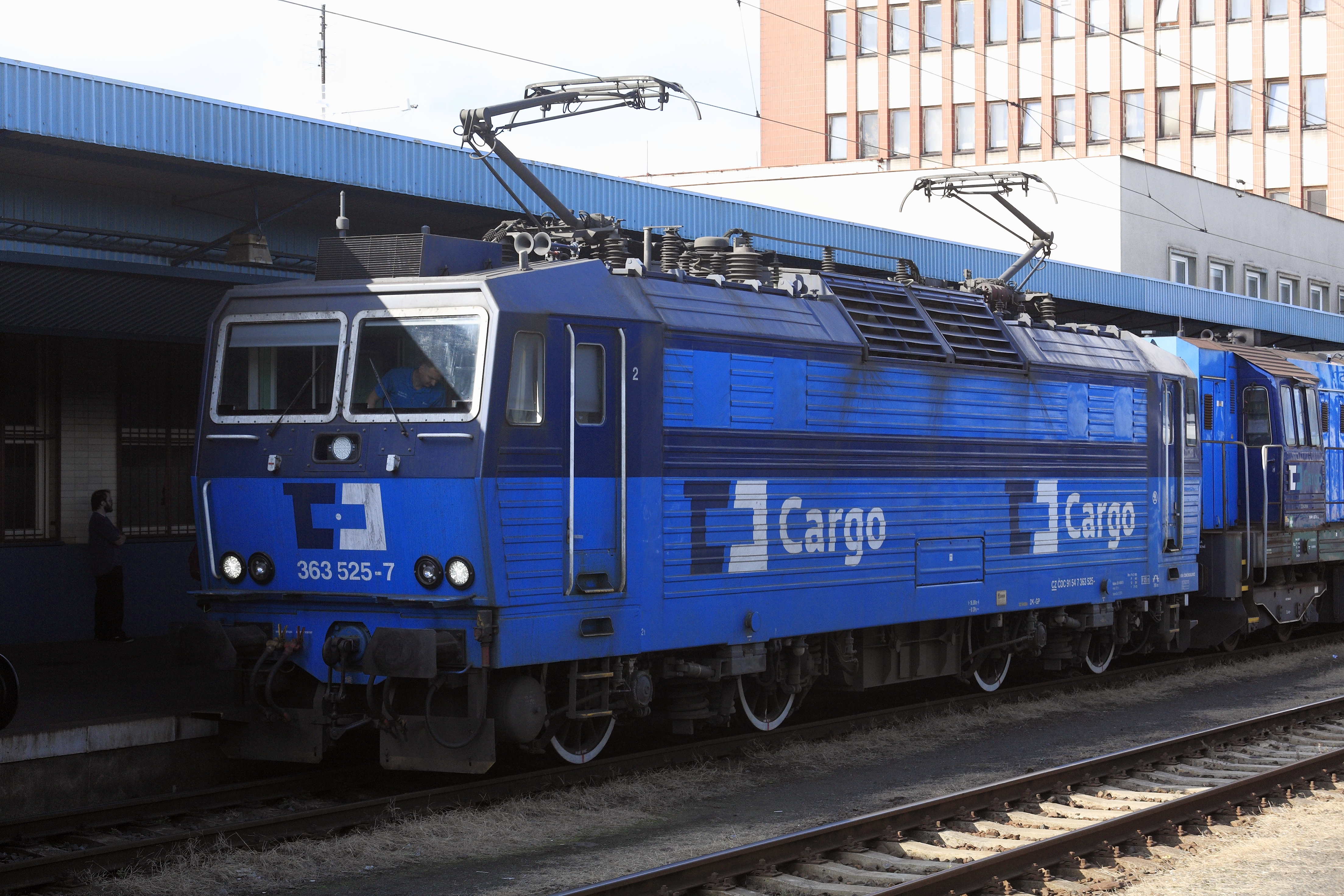
Lokomotiva 363.525 v Chebu